# Jekaterina Wladimirowna Chairutdinowa
Jekaterina Wladimirowna Chairutdinowa (russisch Екатерина Владимировна Хайрутдинова; englische Schreibweise Ekaterina Khayrutdinova; * 13. März 2004) ist eine russische Tennisspielerin.

## Karriere
Chairutdinowa spielt bislang vor allem bei Turnieren der ITF Women’s World Tennis Tour, wo sie bisher drei Titel im Einzel und zwei im Doppel gewinnen konnte.
2022 erreichte sie bei den Australian Open im Juniorinneneinzel das Achtelfinale, im Juniorinnendoppel an der Seite ihrer Partnerin Aruschan Saghandyqowa das Viertelfinale. Bei den French Open scheiterte sie im Juniorinneneinzel bereits in der ersten Runde an Johanne Svendsen mit 4:6 und 5:7. Im Juniorinnendoppel verlor sie mit ihrer Partnerin Annabelle Xu ebenfalls bereits in der ersten Runde gegen die an Position drei gesetzte Paarung Liv Hovde und Qavia Lopez mit 4:6, 6:4 und [9:11]. Bei den US Open erreichte sie im Juniorinneneinzel mit Siegen über Sara Saitō und Ella Seidel das Achtelfinale, wo sie dann mit 2:6 und 3:6 gegen Clervie Ngounoue verlor.

### College Tenis
Seit 2022 spielt Chairutdinowa für das Damentennisteam der Golden Panthers der Florida International University.

## Turniersiege

### Einzel
| Nr. | Datum           | Turnier  | Kategorie | Belag     | Finalgegnerin  | Ergebnis  |
| --- | --------------- | -------- | --------- | --------- | -------------- | --------- |
| 1.  | 19. Mai 2024    | Monastir | ITF W15   | Hartplatz | Merna Refaat   | 6:4, 6:3  |
| 2.  | 25. Mai 2025    | Monastir | ITF W15   | Hartplatz | Katy Dunne     | 6:1, 6:2  |
| 3.  | 16. August 2025 | Astana   | ITF W15   | Hartplatz | Hanna Kubarawa | 6:2, 7:62 |

### Doppel
| Nr. | Datum           | Turnier  | Kategorie | Belag     | Partnerin           | Finalgegnerinnen                                | Ergebnis          |
| --- | --------------- | -------- | --------- | --------- | ------------------- | ----------------------------------------------- | ----------------- |
| 1.  | 24. Mai 2025    | Monastir | ITF W15   | Hartplatz | Anastassija Gurjewa | Valeria Bhunu Lina Soussi                       | 6:1, 6:1          |
| 2.  | 15. August 2025 | Astana   | ITF W15   | Hartplatz | Hanna Kubarawa      | Jekaterina Dmitritschenko Aruschan Saghandyqowa | 0:6, 7:65, [10:8] |